# 日本カメラ
『日本カメラ』（にっぽんカメラ）は、かつて日本カメラ社から刊行されていたカメラ・写真に関する月刊雑誌。いわゆる「三大カメラ雑誌」のひとつであったが、2021年4月20日の発売号をもって休刊した。

## 概要・特徴
1950年に創刊。
その内容は、プロの写真家による写真作品を紹介、読者から募集した写真コンテスト入選作の発表と批評、カメラ・レンズなどの撮影機材の紹介、他人に見てもらえる写真の写し方など多義に渡り、1980年頃までは、モノクロ写真の暗室操作に関する記事もあり、先輩格の競合誌『アサヒカメラ』と共通していた。また、カメラ機材の紹介を目的として、毎年『カメラ年鑑』（1951年から）も刊行していた。さらに、2006年には、機材以外の写真の動向（写真賞、写真展、写真集など）を紹介するため、『写真年鑑』を刊行した。
『カメラ毎日』（1954年-1985年）休刊後は、『アサヒカメラ』とともに、日本の2大カメラ雑誌として君臨し続けてきた。その『アサヒカメラ』も2020年6月19日発売の同年7月号をもって休刊し、三大カメラ雑誌、唯一の生き残りとなった。
毎年開催の「日本カメラフォトコンテスト展」を主催していた。これは、誌上月例コンテストの年度賞の上位に入った者が選ばれる。2009年度の審査には、4つの部門ごとに、「モノクロプリント」が齋藤康一、「カラースライド」が小澤忠恭、「カラープリント」が竹内敏信、「ビギナーズ」が今岡昌子が行った（応募点数は80,000点以上にのぼった）。展覧会は、2009年2月～3月に新宿ニコンサロンおよび大阪ニコンサロンで開催された。
別冊的な位置づけで、日本カメラmookシリーズという名称の書籍（主として、個別のカメラに関するものと、撮影技法に関するものとが存在する）がかなり多く刊行されていた。
2021年4月15日、会社の公式サイトにおいて同年5月号（2021年4月20日発売・通巻964号）を最後に休刊することを発表した。休刊と発表したものの、会社清算のため事実上廃刊に近い。